# Dassault MD 550
Die Armée de l’air forderte 1954 einen kleinen allwettertauglichen Abfangjäger, der im Horizontalflug über Mach 1 fliegen sollte. Daraufhin konstruierte Dassault die MD.550 Mirage, die am 25. Juni 1955 ihren Erstflug absolvierte. Die Maschine besaß einen tief am Rumpf angesetzten Deltaflügel, ein dreieckiges Seitenleitwerk und ein einziehbares Bugradfahrwerk. 
Die Maschine erreichte mit Mach 1,3 zwar die gewünschte Geschwindigkeit, sie erwies sich im Laufe der Erprobung aber als zu klein für eine sinnvolle militärische Nutzlast. Daher zog man die Entwicklung der größeren Mirage II in Erwägung, doch beide Projekte wurden schließlich zugunsten der anspruchsvolleren Mirage III aufgegeben.

## Technische Daten
| Kenngröße             | Daten                                                                                       |
| --------------------- | ------------------------------------------------------------------------------------------- |
| Besatzung             | 1                                                                                           |
| Länge                 | 11,50 m                                                                                     |
| Spannweite            | 7,03 m                                                                                      |
| Leermasse             | 3.330 kg                                                                                    |
| max. Startmasse       | 5.070 kg                                                                                    |
| Triebwerk             | zwei TL Armstrong-Siddeley M.D.30R Viper, je 980 kp; ein Raketentriebwerk SEPR 66, 1.500 kp |
| Höchstgeschwindigkeit | 1.380 km/h in 11.000 m                                                                      |
| Bewaffnung            | 1 Lenkrakete Luft-Luft                                                                      |